# پرچم جزیره گوادلوپ
پرچم جزیره گوادلوپ در ۱۵ فوریه ۱۷۹۴ پذیرفته شد.